# Diacamma scalpratum
Diacamma scalpratum é uma espécie de formiga do gênero Diacamma, pertencente à subfamília Ponerinae.